# Thomson-Massiv
Das Thomson-Massiv ist ein Bergmassiv im ostantarktischen Mac-Robertson-Land. Es ragt in der Aramis Range der Prince Charles Mountains auf. Zu seinen Gipfeln gehören der Mount Sundberg und der Mount McGregor. 
Identifiziert wurde es anhand von Luftaufnahmen, die 1956 und 1960 im Rahmen der Australian National Antarctic Research Expeditions entstanden. Das Antarctic Names Committee of Australia (ANCA) benannte es nach Robert Baden Thomson (1927–2008), Leiter der Wilkes-Station im Jahr 1962.